# Chora ekeikei
Chora ekeikei är en fjärilsart som beskrevs av George Thomas Bethune-Baker 1906. Chora ekeikei ingår i släktet Chora och familjen trågspinnare. Inga underarter finns listade i Catalogue of Life.